# Киш
Киш је антички град у Сумеру, око 12 km удаљен од Вавилона, односно 80 km јужно од Багдада.

## Историја
Био је први град, који је имао краљеве након потопа. Прва династија након потопа звала се Прва династија Киша. Бог заштитник града био је Забаба. Град је био од великога значаја почетком трећег миленијума. Краљеви Киша су доминирали над околним краљевима југа Месопотамије. Тако је један од краљева Киша арбитрирао 2600. п. н. е. у конфликту Уме и Лагаша. Саргон од Акада (2334-2279. п. н. е.) је најпре био краљ у Кишу, па је изградио властиту престоницу. У периоду Акадског царства након Саргона Акадског Киш постаје један провинцијски град.

## Ископавања
На подручју Киша исопавања је вршио француски археолошки тим под водством Анрија де Женулака од 1912. до 1914. Англо-амерички тим је вршио ископавања од 1923. до 1933. Нађена су два значајна храма, од којих је један посвећег богињи Нани. Нађена је велика палата Саргона од Акада.

## Галерија
- Положај Киша
- Део стеле са именом Римуша, краља Киша, око 2270. п. н. е., Лувр